# Monumento naturale Bodrio della Cà dei Gatti
Il monumento naturale Bodrio Cà dei Gatti è una piccola area naturalistica che ha lo scopo di proteggere l'area circostante l'omonimo bodrio. Si trova a Pieve d'Olmi, in provincia di Cremona, in prossimità dell'argine del Po nella zona dei cascinali delle Gerre.

## Flora
Il bodrio è circondato da un bosco igrofilo composto principalmente da:
- pioppi neri;
- farnie;
- salici bianchi;
- sambuchi;
- cornioli;
- rovi;
- ortiche;
- canne;
- tife.

## Fauna
L'avifauna è composta principalmente da tuffetti, garzette, gallinelle d'acqua ed aironi.